# Ерокко
Ерокко́ (кабард.-черк. Ерокъуэ) — село в Лескенском районе республики Кабардино-Балкария.
Образует муниципальное образование сельское поселение Ерокко как единственный населённый пункт в его составе.

## География
Селение расположено в южной части Лескенского района, в долине реки Лескен. Находится в 6 км к югу от районного центра Анзорей, 30 км от Нарткалы, и в 40 км к юго-востоку от города Нальчик. Вдоль южной части сельского поселения проходит граница с республикой Северная Осетия.
Площадь территории сельского поселения составляет — 7,5 км2.
Граничит с землями населённых пунктов — Анзорей и Второй Лескен на севере, и Лескен на юге. Также земли села смыкаются с территориями Гослесфонда (Государственного Лесного фонда) на западе и востоке.
Населённый пункт расположен в предгорной зоне республике. Средние высоты на территории села составляют около 555 метров над уровнем моря. Над обеими сторонами села возвышаются хребты с густо покрытым смешанным лесом, чьи высоты превышают 1 000 метров. На западе это Ероккская возвышенность, на востоке хребты Гогляникуаба-Шитх и Пхалянтхо-Шитх являющиеся водоразделом рек Лескен и Урух.
Гидрографическая сеть в основном представлена рекой Лескен и Кудахурт. К северу от села находится урочища Дзель-Каб и Шифадзапа, где имеются скопления выходящих на поверхность земли родников.
Климат влажный умеренный с тёплым летом и прохладной зимой. Амплитуда температуры воздуха колеблется от средних +21,0°С в июле, до средних -3,0°С в январе. Среднегодовая температура воздуха составляет +9,5°С. Среднегодовое количество осадков составляет около 770 мм. Заморозки начинаются в конце октября и заканчиваются в конце марта.

## История
Село основано в 1925 году, переселенцами из села Второй Лескен на месте их горных пастбищных угодий.
С освоением нового села, началось и его обустройство. К 1930 году в селе уже был создан колхоз и построены начальная школа, мед пункт и другие объекты инфраструктуры. Сельский совет при селе Ерокко был основан в 1930 году. До этого он административно подчинялось сельсовету села Второй Лескен. В 1951 году село Ерокко вновь административно подчинена сельсовету села Второй Лескен.
Во время Великой Отечественной войны село некоторое время было оккупировано немецкими войсками, в ходе чего хозяйство села сильно пострадало. Из ушедших на фронт жителей села, 53 человека пали на полях сражений. С отходом немецких войск в начале 1943 года, началось восстановление села. В память о погибших в селе установлен памятник.
В 1972 году село выделен из административного подчинения сельсовета Второй Лескен и преобразован в самостоятельный Ероккский сельсовет. В 1992 году Ероккский сельсовет реорганизован и преобразован в сельское поселение Ерокко.
В 2003 году село включено в состав вновь образованного Лескенского района, который был выделен из части Урванского района.

## Население
| 2002 | 2010 | 2012 | 2013 | 2014 | 2015 | 2016 |
| ---- | ---- | ---- | ---- | ---- | ---- | ---- |
| 960  | ↘812 | ↘804 | ↗811 | ↗814 | ↘808 | →808 |
| 2017 | 2018 | 2019 | 2020 | 2021 | 2023 | 2024 |
| ↗810 | →810 | ↘808 | ↗819 | ↗898 | ↗905 | ↘903 |
| 2025 |      |      |      |      |      |      |
| ↗923 |      |      |      |      |      |      |

Плотность — 123.07 чел./км2.
Национальный состав
По данным Всероссийской переписи населения 2010 года:
| Народ      | Численность, чел. | Доля от всего населения, % |
| ---------- | ----------------- | -------------------------- |
| кабардинцы | 666               | 82,0 %                     |
| турки      | 103               | 12,7 %                     |
| русские    | 22                | 2,7 %                      |
| осетины    | 11                | 1,4 %                      |
| другие     | 10                | 1,2 %                      |
| всего      | 812               | 100 %                      |

По данным Всероссийской переписи населения 2021 года:
| Народ      | Численность, чел. | Доля от всего населения, % |
| ---------- | ----------------- | -------------------------- |
| кабардинцы | 731               | 81,40 %                    |
| турки      | 58                | 6,46 %                     |
| черкесы    | 46                | 5,13 %                     |
| русские    | 37                | 4,12 %                     |
| осетины    | 18                | 2,00 %                     |
| другие     | 8                 | 0,89 %                     |
| всего      | 898               | 100,0 %                    |

Поло-возрастной состав
По данным Всероссийской переписи населения 2010 года:
| Возраст     | Мужчины, чел. | Женщины, чел. | Общая численность, чел. | Доля от всего населения, % |
| ----------- | ------------- | ------------- | ----------------------- | -------------------------- |
| 0 — 14 лет  | 108           | 80            | 188                     | 23,2 %                     |
| 15 — 59 лет | 245           | 257           | 502                     | 61,8 %                     |
| от 60 лет   | 37            | 85            | 122                     | 15,0 %                     |
| Всего       | 390           | 422           | 812                     | 100,0 %                    |

Мужчины — 390 чел. (48,0 %). Женщины — 422 чел. (52,0 %).
Средний возраст населения — 32,7 лет. Медианный возраст населения — 29,9 лет.
Средний возраст мужчин — 29,5 лет. Медианный возраст мужчин — 25,7 лет.
Средний возраст женщин — 35,7 лет. Медианный возраст женщин — 31,7 лет.

## Местное самоуправление
Структуру органов местного самоуправления сельского поселения составляют:
- Глава сельского поселения — Барсоков Амурбек Залимханович.
- Администрация сельского поселения Ерокко — состоит из 7 человек.
- Совет местного самоуправления сельского поселения Ерокко — состоит из 9 депутатов[22].

Адрес администрация сельского поселения — село Ерокко, ул. Массаева №55.

## Образование
- Средняя общеобразовательная школа № 1 — ул. Масаева, 52.
- Начальная Детский Детский сад № 4 «Островок» — ул. Масаева, 61.

## Здравоохранение
- Участковая больница — ул. Масаева, 50.

## Культура
- Дом культуры

Общественно-политические организации:
- Адыгэ Хасэ
- Совет ветеранов Великой Отечественной войны
- Совет ветеранов труда

## Ислам
В селе действует одна мечеть.

## Экономика
В сельском хозяйстве главную роль играет частное землепользование. Большая часть территории сельского поселения используются под горные пашни и сенокосы.
На территории села действует одно бюджетообразующее предприятие — ОАО «Ерокский».

## Улицы
| Бекалдиева |
| Гурфова    |

| Заводская |

| Масаева |

## Известные уроженцы
- Масаев Аслангери Яхьяевич (1920-1945) — Герой Советского Союза.
- Шортанова Тамара Хамзетовна — член-корреспондент Российской Академии естественных наук, доктор биологических наук.
- Барсокова Елена Хазраиловна — заслуженная артистка КБР (КБАССР).

## Достопримечательности
Памятник-бюст Аслангери Масаева